# Pixodarus nyassae
Pixodarus nyassae is een keversoort uit de familie van de boktorren (Cerambycidae). De wetenschappelijke naam van de soort is voor het eerst geldig gepubliceerd in 1878 door Henry Walter Bates.